# Bathyblennius antholops
Bathyblennius antholops е вид бодлоперка от семейство Blenniidae.

## Разпространение и местообитание
Видът е разпространен в Нигерия.
Среща се на дълбочина от 101 до 128 m.

## Описание
На дължина достигат до 5,4 cm.